# St. Bernard Parish
Das St. Bernard Parish (französisch Paroisse de Saint-Bernard) ist ein Parish im Bundesstaat Louisiana der Vereinigten Staaten. Im Jahr 2020 hatte das Parish laut 43.764 Einwohner und eine Bevölkerungsdichte von 14,5 Einwohner pro Quadratkilometer. Der Verwaltungssitz (Parish Seat) ist Chalmette.

## Geographie
Das Parish liegt im Südosten von Louisiana, wird im Norden vom Lake Borgne begrenzt, im Nordosten bis Süden vom Golf von Mexiko und hat eine Fläche von 4646 Quadratkilometern, wovon 3441 Quadratkilometer Wasserfläche sind. Es grenzt an folgende Parishes:
|                |                    |  |
| Orleans Parish |                    |  |
|                | Plaquemines Parish |  |

## Geschichte
Der Parish wurde nach dem Namenspatron von Bernardo de Gálvez y Madrid benannt. St. Bernard Parish wurde 1807 als eines der 19 Original-Parishes gebildet.
Zehn Bauwerke und Stätten des Parish sind im National Register of Historic Places eingetragen (Stand 10. November 2017).
Von den 1920er- bis in die 1950er-Jahre wurden Politik und Wirtschaft des Parishes durch Leander Perez dominiert.

## Demografische Daten

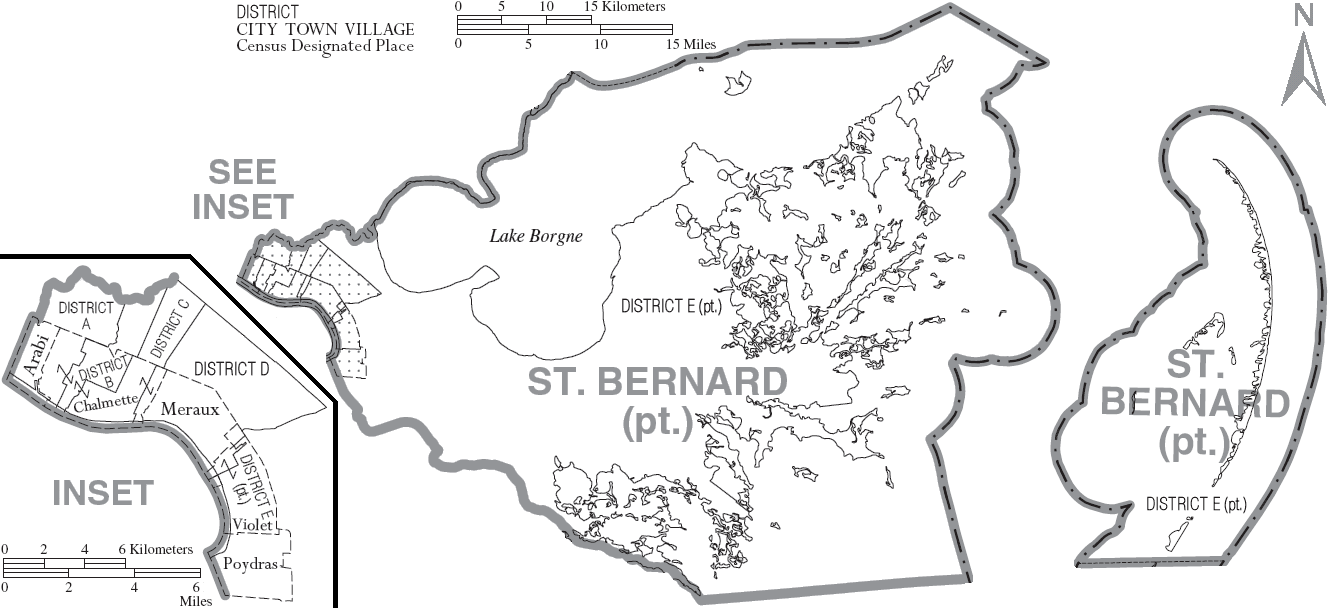
Karte des St. Bernard Parishes

Nach der Volkszählung im Jahr 2000 lebten im St. Bernard Parish 67.229 Menschen in 25.123 Haushalten und 18.289 Familien. Die Bevölkerungsdichte betrug 56 Einwohner pro Quadratkilometer. Ethnisch betrachtet setzte sich die Bevölkerung zusammen aus 88,29 Prozent Weißen, 7,62 Prozent Afroamerikanern, 0,49 Prozent amerikanischen Ureinwohnern, 1,32 Prozent Asiaten, 0,02 Prozent Bewohnern aus dem pazifischen Inselraum und 0,73 Prozent aus anderen ethnischen Gruppen; 1,52 Prozent stammten von zwei oder mehr Ethnien ab. 5,09 Prozent der Bevölkerung waren spanischer oder lateinamerikanischer Abstammung, die verschiedenen der genannten Gruppen angehörten.
Von den 25.123 Haushalten hatten 33,7 Prozent Kinder und Jugendliche unter 18 Jahre, die bei ihnen lebten. 53,4 Prozent waren verheiratete, zusammenlebende Paare, 14,6 Prozent waren allein erziehende Mütter, 27,2 Prozent waren keine Familien, 22,9 Prozent waren Singlehaushalte und in 10,1 Prozent lebten Menschen im Alter von 65 Jahren oder darüber. Die Durchschnittshaushaltsgröße betrug 2,64 und die durchschnittliche Familiengröße lag bei 3,12 Personen.
Auf das gesamte Parish bezogen setzte sich die Bevölkerung zusammen aus 25,2 Prozent Einwohnern unter 18 Jahren, 9,2 Prozent zwischen 18 und 24 Jahren, 29,2 Prozent zwischen 25 und 44 Jahren, 22,6 Prozent zwischen 45 und 64 Jahren und 13,8 Prozent waren 65 Jahre alt oder darüber. Das Durchschnittsalter betrug 37 Jahre. Auf 100 weibliche kamen statistisch 93,6 männliche Personen. Auf 100 Frauen im Alter von 18 Jahren oder darüber kamen  90,1 Männer.
Das jährliche Durchschnittseinkommen eines Haushalts betrug 35.939 USD, das Durchschnittseinkommen der Familien betrug 42.785 USD. Männer hatten ein Durchschnittseinkommen von 34.303 USD, Frauen 24.009 USD. Das Prokopfeinkommen betrug 16.718 USD. 10,5 Prozent der Familien 13,1 Prozent der Bevölkerung lebten unterhalb der Armutsgrenze. Davon waren 16,5 Prozent Kinder oder Jugendliche unter 18 Jahre und 11,4 Prozent waren Menschen über 65 Jahre.

## Orte im Parish
- Alluvial City
- Arabi
- Caernarvon
- Chalmette
- Chalmette Vista
- Contreras
- Cypress Gardens
- Delacroix
- Frances Place
- Hi-Land
- Hopedale
- Kenilworth
- Martello Castle
- Meraux
- Old Shell Beach
- Poydras
- Reggio
- River Bend
- Saint Bernard
- Saint Bernard Grove
- Saint Claude Heights
- Sebastopol
- Shell Beach
- Toca
- Verret
- Violet
- Wood Lake
- Yscloskey